# 12364 Асадаґурю
12364 Асадаґурю (12364 Asadagouryu) — астероїд головного поясу, відкритий 15 грудня 1993 року.
Тіссеранів параметр щодо Юпітера — 3,690.